# 椿 (足立区)
椿（つばき）は、東京都足立区西部の町名。現行行政地名は椿一丁目および椿二丁目。住居表示実施済み区域である。

## 地理
東京都足立区西部に位置し、西及び北は鹿浜、東は江北、南は堀之内に隣接する。
町域を南北に分断する形で東京都道318号環状七号線（環七通り）が東西に走っている。環七通りを境に南側が椿一丁目、北側が椿二丁目である。町域は「○丁目」で区画される町としては足立区内最小であり、町域内には学校などの公共機関もない。椿一丁目は、町域面積が3ヘクタール（0.03平方km）であるが、町内には椿南公園という比較的大きな公園がある。椿二丁目には住宅街が広がる。

## 歴史
当地区はもと堀之内の小字であった。戦後、当地区一帯において土地区画整理事業が実施され、住居表示が実施された際に、椿が町名として採用された。

### 地名の由来
当地区は、かつて南に隣接する堀之内と同じ「堀之内村」に属しており、堀之内村の小字「椿」に由来する。

### 沿革
- 1967年8月1日 - 北堀之内町・北鹿浜町・上沼田町の各一部に住居表示が実施され、椿一・二丁目が成立した。

## 世帯数と人口
2025年（令和7年）1月1日現在（足立区発表）の世帯数と人口は以下の通りである。
| 丁目     | 世帯数  | 人口    |
| -------- | ------- | ------- |
| 椿一丁目 | 142世帯 | 266人   |
| 椿二丁目 | 793世帯 | 1,580人 |
| 計       | 935世帯 | 1,846人 |

### 人口の変遷
国勢調査による人口の推移。
| 年                 | 人口  |
| ------------------ | ----- |
| 1995年（平成7年）  | 1,590 |
| 2000年（平成12年） | 1,505 |
| 2005年（平成17年） | 1,467 |
| 2010年（平成22年） | 1,718 |
| 2015年（平成27年） | 1,638 |
| 2020年（令和2年）  | 2,004 |

### 世帯数の変遷
国勢調査による世帯数の推移。
| 年                 | 世帯数 |
| ------------------ | ------ |
| 1995年（平成7年）  | 568    |
| 2000年（平成12年） | 556    |
| 2005年（平成17年） | 577    |
| 2010年（平成22年） | 758    |
| 2015年（平成27年） | 696    |
| 2020年（令和2年）  | 830    |

## 学区
区立小・中学校に通う場合、学区は以下の通りとなる（2023年4月時点）。なお、足立区では学校選択制度を導入しており、区内全域から選択することが可能。ただし、小学校に関しては、2018年（平成30年）度から学区域または学区域に隣接する学校のみの選択になる。
| 丁目     | 番地 | 小学校                   | 中学校                   |
| -------- | ---- | ------------------------ | ------------------------ |
| 椿一丁目 | 全域 | 足立区立江北小学校       | 足立区立江北桜中学校     |
| 椿二丁目 | 全域 | 足立区立鹿浜五色桜小学校 | 足立区立鹿浜菜の花中学校 |

## 事業所
2021年（令和3年）現在の経済センサス調査による事業所数と従業員数は以下の通りである。
| 丁目     | 事業所数  | 従業員数 |
| -------- | --------- | -------- |
| 椿一丁目 | 18事業所  | 84人     |
| 椿二丁目 | 87事業所  | 684人    |
| 計       | 105事業所 | 768人    |

### 事業者数の変遷
経済センサスによる事業所数の推移。
| 年                 | 事業者数 |
| ------------------ | -------- |
| 2016年（平成28年） | 96       |
| 2021年（令和3年）  | 105      |

### 従業員数の変遷
経済センサスによる従業員数の推移。
| 年                 | 従業員数 |
| ------------------ | -------- |
| 2016年（平成28年） | 831      |
| 2021年（令和3年）  | 768      |

## 交通

### 路線バス
- 都営バス

王49・王49折返：椿二丁目
- 東武バスセントラル

西01・王30：椿二丁目
- 国際興業バス

赤26：椿二丁目 / 区立八中
赤27・赤27-2：椿二丁目
- 新日本観光自動車（はるかぜ）

はるかぜ11号（椿04）：椿一丁目

### 道路・橋梁
- 東京都道106号東京鳩ヶ谷線（鳩ヶ谷街道）
- 東京都道318号環状七号線（環七通り）

## 施設
郵便局・金融
- 足立椿郵便局

公園
- 椿南公園

## 史跡
- 日枝神社

## その他

### 日本郵便
- 郵便番号 : 123-0871[3]（集配局 : 足立西郵便局[15]）。